# Chebbo
Der Chebbo war ein italienisches Längen- und Flächenmaß in Venedig. Der Chebbo als Längenmaß war die kleine Rute und wurde auch als die Pertica piccola (4 ½ Piede) bezeichnet. 
- Längenmaß: 1 Chebbo = 1,5648 Meter
- Flächenmaß 1 Chebbo = 0,028862 Ar